# Orites revoluta
Orites revoluta är en tvåhjärtbladig växtart som beskrevs av Robert Brown. Orites revoluta ingår i släktet Orites och familjen Proteaceae. Inga underarter finns listade i Catalogue of Life.